# Sabulodes mucronis
Sabulodes mucronis là một loài bướm đêm trong họ Geometridae.